# Anais (povo)
Os Anais compõem um povo indígena brasileiro. Ocupavam a região do município de Montes Claros, localizado no norte do estado de Minas Gerais.